# Allegan, Michigan
Allegan este o localitate, municipalitate și sediul comitatului omonim, Allegan, din statul Michigan, Statele Unite ale Americii.